# 豬排丼

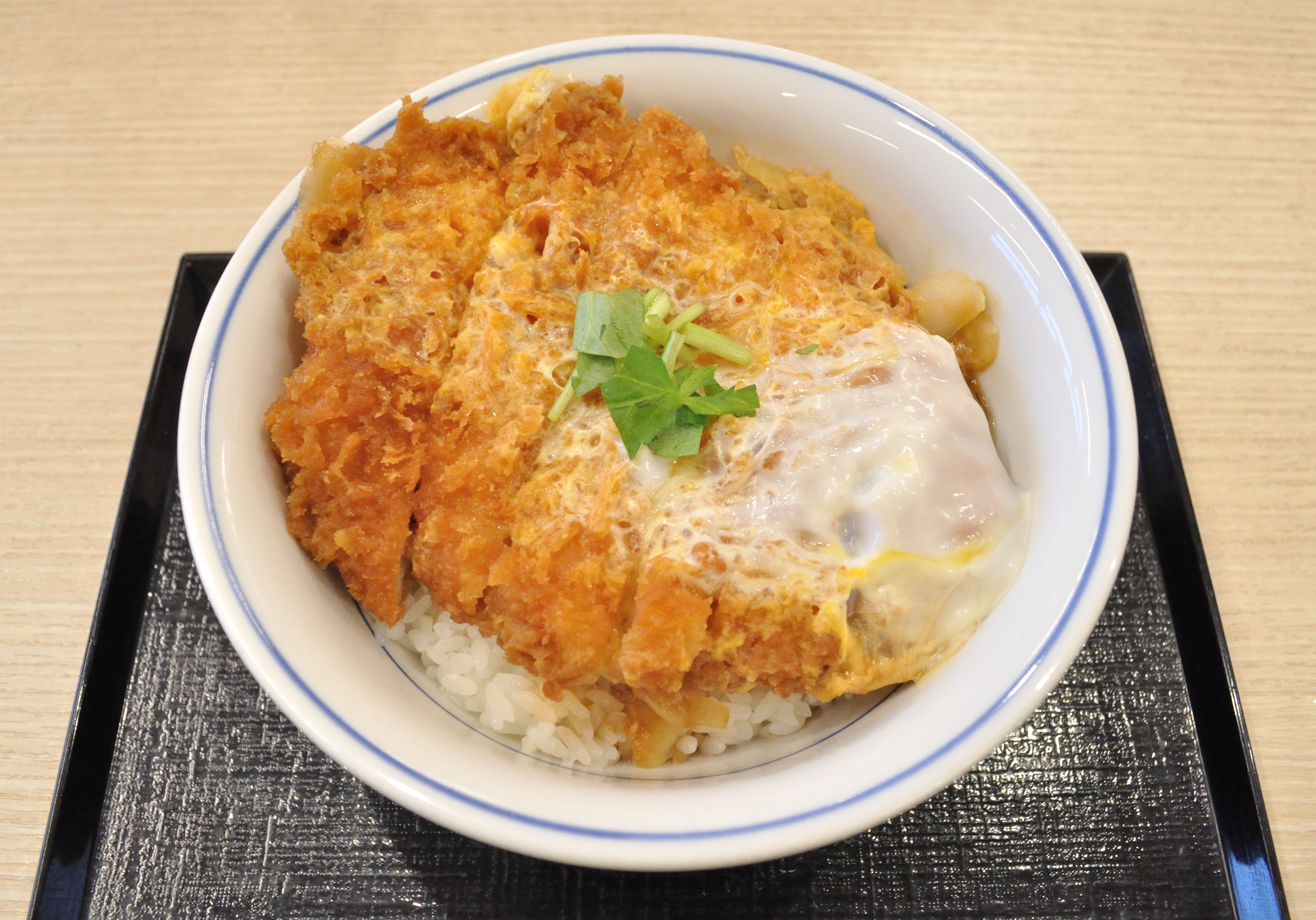
日式猪排饭（かつどん）

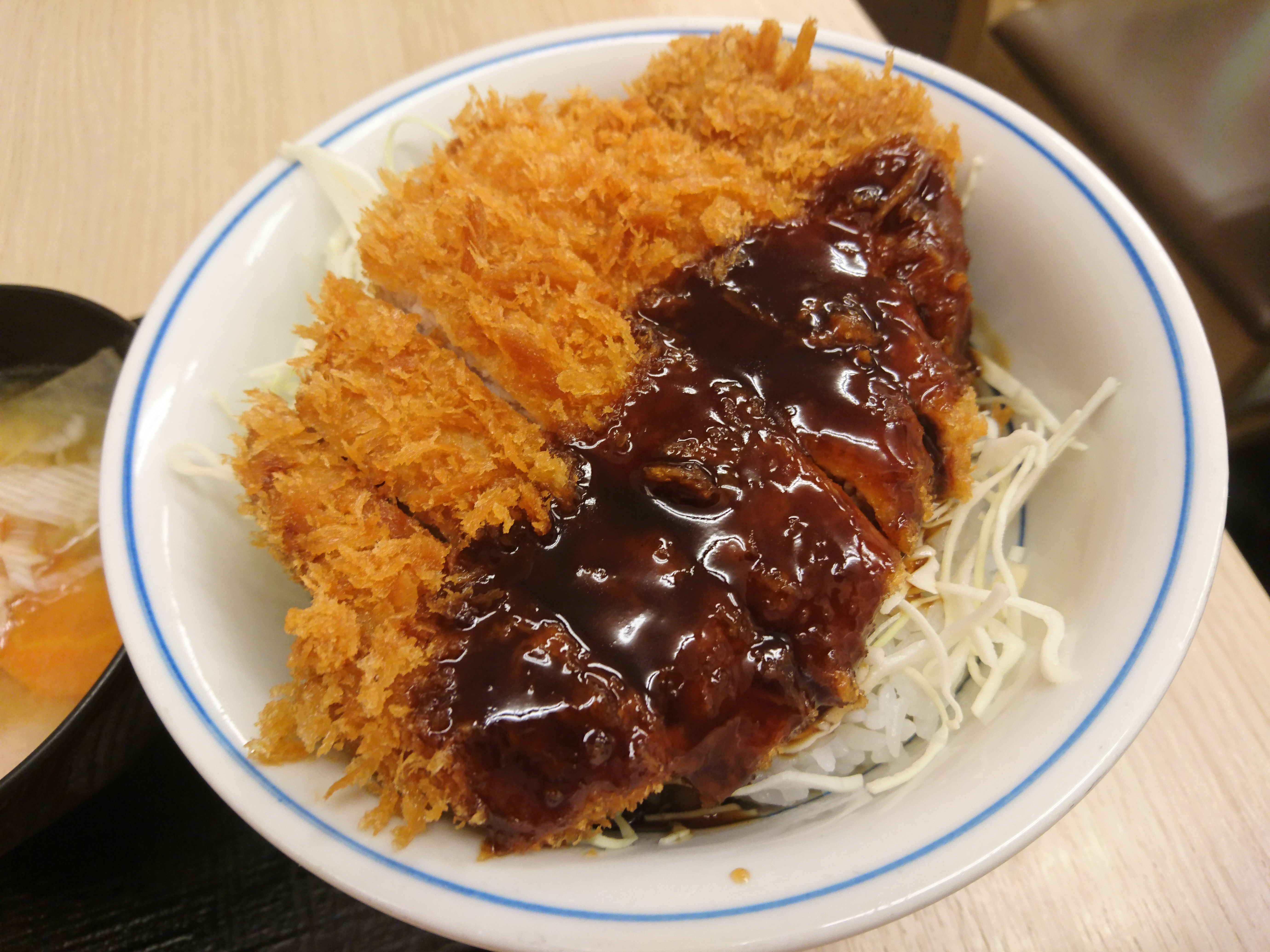
配上日式豬排醬的吉列豬排丼

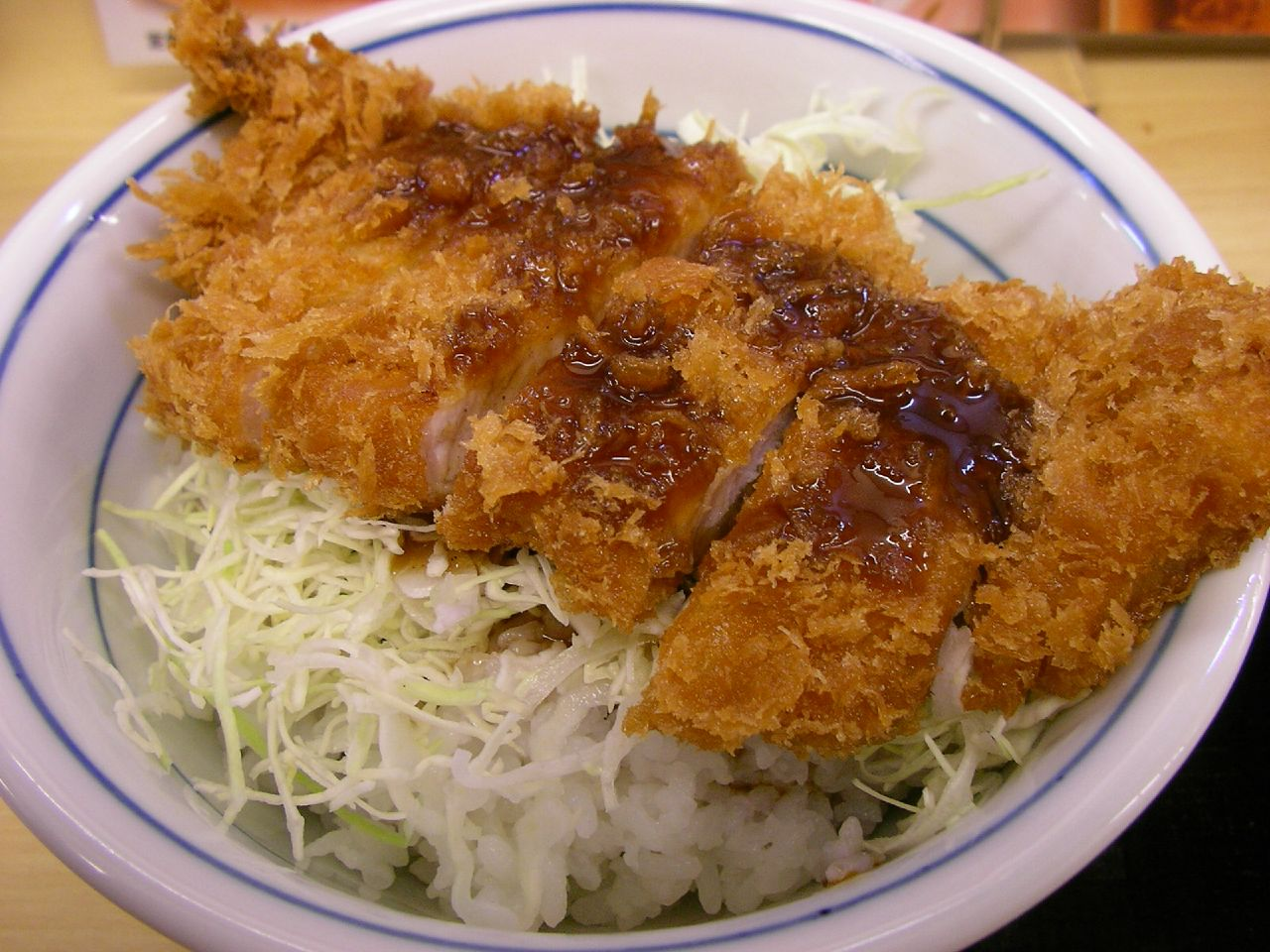
日式猪排饭

豬排丼（日语：／ Katsudon */?）或日式猪扒饭，是日本料理中將鸡蛋放置在豬排飯上的丼物，也可以將雞蛋取代為日式豬排醬。

## 大眾文化
“豬排丼”在日语里和“赢”（勝つ）同音，所以会有学生在大考前夜食猪扒饭求好运。
在日本刑事劇當中，經常會看到在警局詢問嫌犯的時候，警察會請老實坦白的犯人吃豬排丼，并询问嫌犯“你想过你母亲会怎么想吗”。該橋段最早出現於1955年的電影《警察日記》。